# The List of Adrian Messenger
The List of Adrian Messenger is een Amerikaanse misdaadfilm uit 1963 onder regie van John Huston. De film is gebaseerd op de gelijknamige roman uit 1959 van de Britse auteur Philip MacDonald.

## Verhaal
Anthony Gethryn is een Brits geheim agent op rust. Hij krijgt van zijn vriend Adrian Messenger een lijst met elf namen. Ook zijn naam staat erop. Niet lang daarna sterft Messenger in een vliegramp. Dat wekt de argwaan van Gethryn. Spoedig komt hij erachter dat alle personen op de lijst zijn omgekomen in een of ander ongeluk.

## Rolverdeling
| Acteur           | Personage                                                        |
| ---------------- | ---------------------------------------------------------------- |
| George C. Scott  | Anthony Gethryn                                                  |
| Dana Wynter      | Lady Jocelyn Bruttenholm                                         |
| Clive Brook      | Markies van Gleneyre                                             |
| Herbert Marshall | Sir Wilfrid Lucas                                                |
| Kirk Douglas     | Dominee Atlee / George Brougham / Mr. Pythian / Arthur Henderson |
| John Merivale    | Adrian Messenger                                                 |
| Marcel Dalio     | Max Karoudjian                                                   |
| Gladys Cooper    | Mrs. Karoudjian                                                  |
| Bernard Archard  | Inspecteur Pike                                                  |
| Jacques Roux     | Raoul Le Borg                                                    |